# Gare de Carpentras
La gare de Carpentras est une gare ferroviaire française, terminus est de la ligne de Sorgues - Châteauneuf-du-Pape à Carpentras, située sur le territoire de la commune de Carpentras, dans le département de Vaucluse, en région Provence-Alpes-Côte d'Azur.
C'est une gare de la Société nationale des chemins de fer français (SNCF), dont la réouverture au trafic voyageurs est effective depuis le 25 avril 2015. Précédemment inaugurée en 1863, elle est fermée en 1938.

## Situation ferroviaire
Établie à 94 mètres d'altitude, la gare de Carpentras est située au point kilométrique (PK) 16,997 de la  ligne de Sorgues - Châteauneuf-du-Pape à Carpentras. Ancienne gare de bifurcation, elle est également située au PK 21,926 de la ligne d'Orange à L'Isle - Fontaine-de-Vaucluse (partiellement déclassée).

## Histoire
Ouverte en 1863, la gare est fermée en 1938, avant de rouvrir en 2015.
En 2019, la SNCF estime à 313 857 voyageurs la fréquentation annuelle de la gare.

## Service des voyageurs

### Desserte
Cette gare a été rouverte au service voyageurs le 25 avril 2015 soit 5 mois après l'annonce faite par RFF-SNCF en novembre 2014. Le département de Vaucluse et la région PACA font circuler un TER d'Avignon à Carpentras. Une nouvelle gare a été construite, en gardant, pour le moment, les locaux de l'ancienne gare, à proximité. Celle-ci est également en service pour le pôle Autobus / TER. En effet, cette gare sert de « pole d'échange multimodal » (Carpentras PEM) comprenant bus, vélo, train.

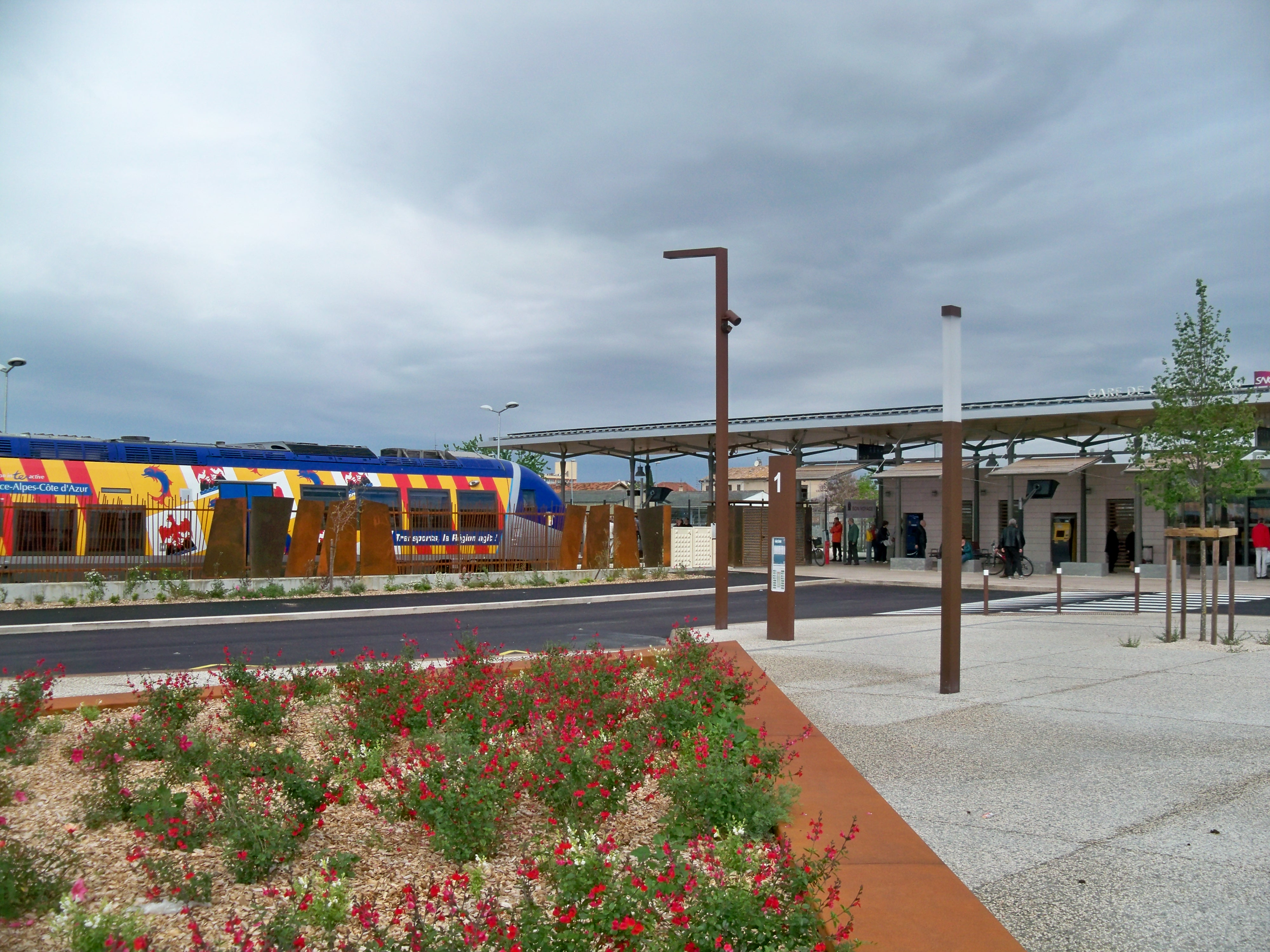
Vue de la gare, depuis la gare routière.
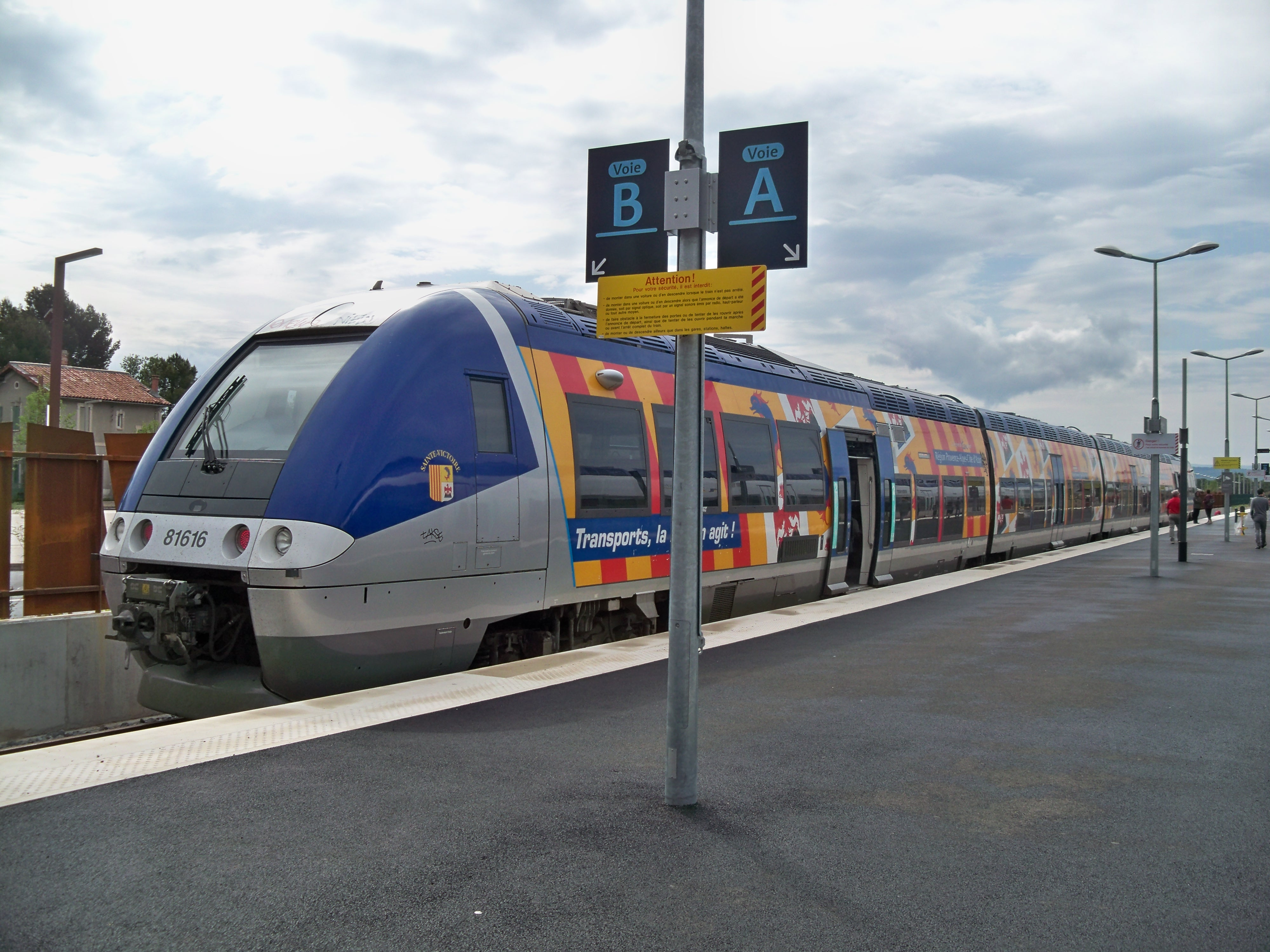
Train en gare.
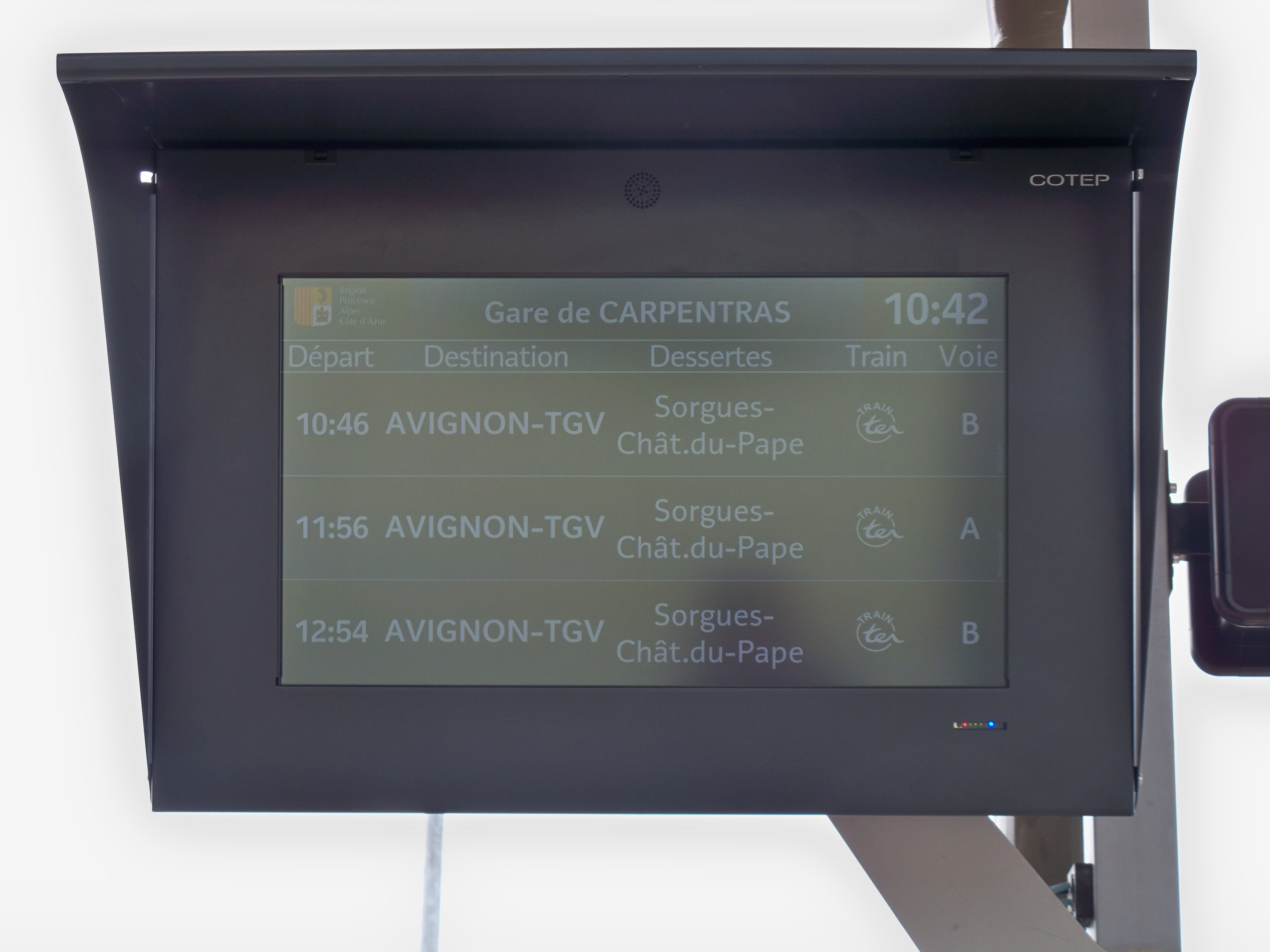
Affichage des horaires, au début du quai.
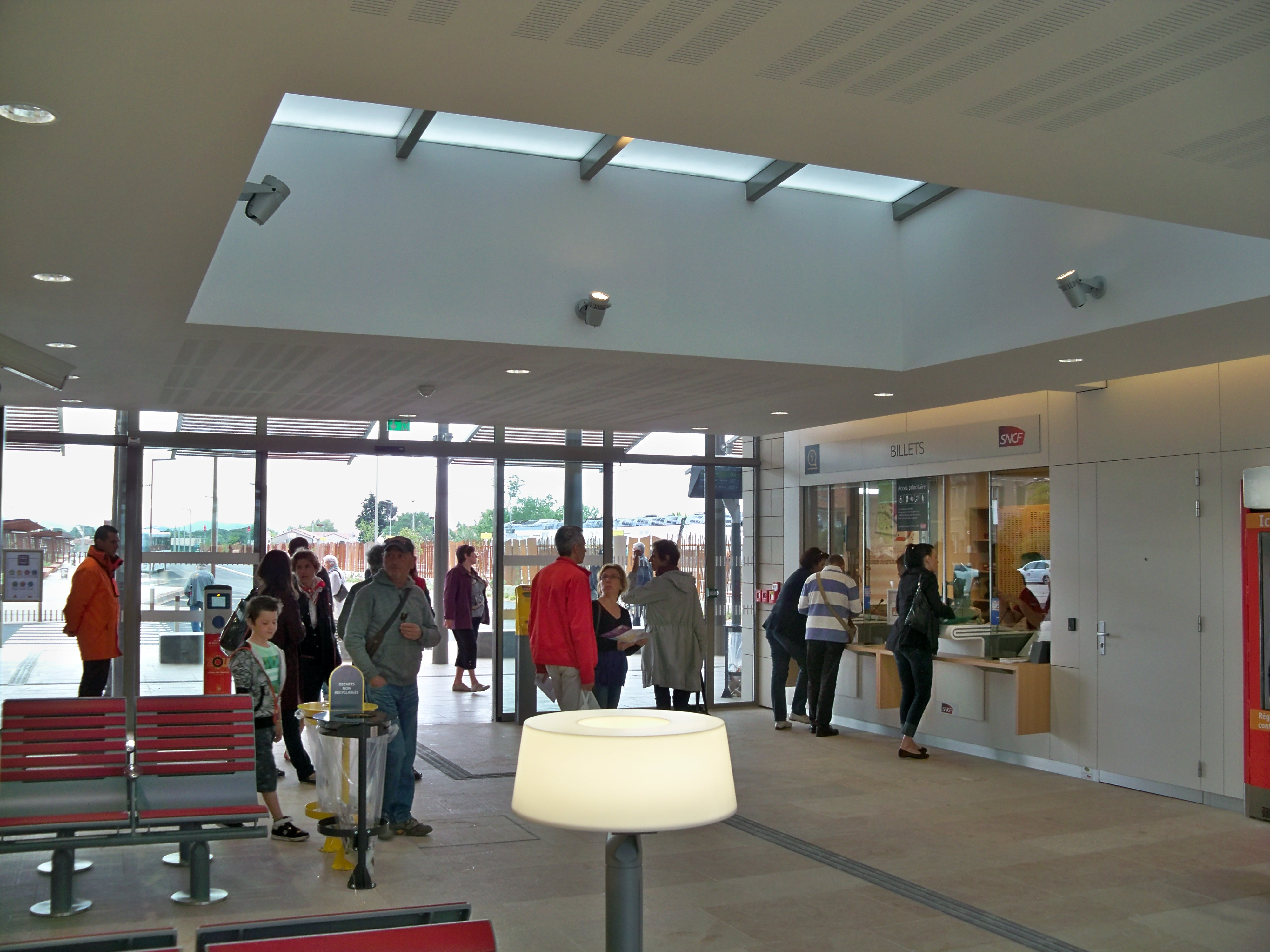
Intérieur du bâtiment voyageurs.

## Service des marchandises
La gare de Carpentras est utilisée pour le fret ferroviaire, uniquement par train massif.
De nombreuses entreprises se sont installées à proximité pour bénéficier de ce mode de transport, notamment, la graineterie Roux, qui a expédié ses produits régionalement et nationalement (voire internationalement), via cette gare, de 1907 à 2001.